# اویانکا نیکاراگوئه
اویانکا نیکاراگوئه (به انگلیسی: Avianca Nicaragua) شرکت هواپیمایی نیکاراگوئه‌ای است، که در سال ۱۹۹۹ تأسیس شد و در حال حاضر به‌عنوان زیرمجموعه‌ای از خطوط هوایی اویانکا، روزانه به ۱۰ مقصد، پروازهای مستقیم دارد.
دفتر مرکزی شرکت اویانکا نیکاراگوئه در شهر ماناگوآ، نیکاراگوئه قرار دارد و فرودگاه بین‌المللی اوگوستو سزار ساندینو و فرودگاه بلوفیلدز، قطب‌های این شرکت هواپیمایی به‌شمار می‌آیند. شرکت اویانکا نیکاراگوئه در حال حاضر در ناوگان هوایی خود، دارای ۱۳ فروند هواپیمای جت مسافربری می‌باشد.